# Stephen Bury
Stephen Bury è lo pseudonimo usato dalla coppia di scrittori Neal Stephenson e J. Frederick George.
Sotto il nome di Stephen Bury sono stati finora pubblicati due romanzi:
- Il presidente: Interface (Interface, 1994)
- CobWeb: il complotto (The Cobweb, 1996)